# Midtown Madness 2
Midtown Madness 2 es un simulador de carreras lanzado por Microsoft en el año 2000 exclusivamente para PC. Es parte de la serie de videojuegos Midtown Madness.

## Modos de juego
Se desarrolla básicamente en dos ciudades: Londres y San Francisco. Son dos ciudades totalmente distintas que ofrecen libertad y movilidad al jugador. Existen 4 modos de juego:
- Cruise: permite al jugador dar un recorrido libremente por la ciudad. Es un tipo de Modo Explorador.
- Blitz: En este modo, el jugador deberá reunir una serie de checkpoints en un tiempo determinado.
- Checkpoint: Similar a Blitz, pero esta vez se debe competir con cierto número de contrincantes. En este modo de juego, cuando sea posible, se pueden hacer atajos.
- Circuit: Son circuitos cerrados en el que el jugador deberá competir contra varios autos, pasando por denominados checkpoints.

Entre los 4 modos también se puede elegir la cantidad de peatones, el tráfico rodado en la ciudad y el tráfico policial. Si se coloca en su punto máximo la cantidad de tráfico policial, uno disfrutará de sorprendentes persecuciones; si se coloca en su punto máximo el tráfico rodado, habrá un agobiante tráfico rodado y si se coloca en mucha cantidad, el tráfico peatonal, en las veredas se encontrará una gran cantidad gente.

## Coches
Siguiendo con la línea de Midtown Madness, son incluidos varios modelos utilizados en la primera parte del juego entre los que se destacan:
- Cadillac Eldorado Touring Coupé
- City Bus
- Freightliner Century Class (camión)
- Ford F-350 Super Duty
- Ford Mustang Cruiser (policía, actualmente incluye el color policial de San Francisco Y Londres)
- Ford Mustang Fastback
- Ford Mustang GT
- Panoz AIV Roadster
- Panoz GTR-1 (Coche de competición)
- Volkswagen New Beetle

Pero a su vez existen nuevos modelos, que se desbloquearán a medida que el jugador complete los modos de juego. Algunos de los vehículos son:
- AEC Routemaster Double Decker Bus (autobús de Londres)
- AMGeneral Humvee (vehículo militar de EE.UU.) o llamado también LTV (Light Taltical Vehicle)
- Aston Martin DB7 Vantage
- Audi TT
- Austin FX4 (taxi de Londres)
- Austin Mini Cooper (classic)
- BMW Mini Cooper (new)
- Freightliner American LaFrance (carro de bomberos)
- Volkswagen New Beetle Dune (coche 4x4)
- Volkswagen New Beetle RSI (Coche de competición)

## Características de las ciudades

### San Francisco
Se caracteriza por sus calles rectas y largas, aparte de sus empinadas cuestas de gran altura. También por sus grandes y altos rascacielos, aparte de los tranvías que funcionan como parte de la locomoción colectiva de este lugar.

### Londres
Esta ciudad se caracteriza por sus calles cortas y llenas de curvas. Aquí se muestran diferentes monumentos populares de la ciudad, como el Big Ben, en Westminster, sus construcciones históricas, sus puentes levadizos, etc.
También se puede ver otro tipo de policía, diferente a la de San Francisco.

## Modo Multiplayer
En este modo se puede jugar a través de Internet. Uno juega en cualquier modo, sea Blitz, Checkpoint, Circuit, Cruise, e incluso un nuevo modo (solamente disponible en multiplayer) Cops and Robbers, que se trata de policías versus ladrones. En el modo Multiplayer se puede jugar desde 2 hasta 8 jugadores.